# 穴子でからぬけ
『穴子でからぬけ』（あなごでからぬけ）は古典落語の演目。別題は『穴子のからぬけ』（あなごのからぬけ）、あるいは省略して『からぬけ』とも。主に東京落語で広く演じられる。
与太郎がお題を出したものを当てさせるという遊びで、機知を見せて勝つという内容。武藤禎夫は「典型的な前座噺」としており、「与太郎噺のマクラにふられることが多く、独立した噺としてかけることは少ない」と記している。林家彦六の『林家正蔵随談』によると、かつては修業をこういった噺から始めるのが正式だったという。
1772年（明和9年）に出版された小咄本『楽牽頭（がくたいこ）』の一編「なぞ」が原話に近いとされる。

## あらすじ
与太郎が源兵衛の家を訪ね、「俺がなぞなぞを出すから、源さんが答えられるかどうか賭けをして遊ぼう」と持ちかける。源兵衛はしぶしぶ応じ、ふたりで小銭を出し合う。
与太郎は「まっ黒で、大きくて、足が4本あって、角があって、『モー』と鳴くものは」と出題する。源兵衛はあまりに簡単な問題に拍子抜けし、すぐさま「牛」と答えて小銭を取る。次に、与太郎は「黒くて、くちばしがあって、空飛んで、『カアー』って鳴くものは」と出題する。源兵衛は「カラス」と答えて小銭を取る（※演者によっては、さらに数問のやり取りを演じる）。
納得がいかない様子の与太郎は、高額の紙幣を出し、「今度は難しいのを出すぞ」とすごむ。あきれた源兵衛は与太郎をいさめるが、結局は賭けに応じることにする。与太郎は「長いのも短いのもあって、太いのも細いのもあって、つかむとヌルヌルするものは」と問う。源兵衛は「俺が『ヘビ』と言ったらお前は『ウナギ』、『ウナギ』と言ったら『ヘビ』と言うんだろう」となじる。与太郎が「両方言ってもいいよ」と言うので、源兵衛は「ヘビとウナギだ」と答える。すると与太郎は、
「残念。『アナゴ』で、からぬけだ（＝出し抜いてやった）」。

## バリエーション
上記のストーリーからさらにつづける演じ方がある。
大金を取られて悔しがる源兵衛に、与太郎がまったく同じ問題を出す。源兵衛が「ヘビとウナギとアナゴ」と答えると、与太郎は「ズイキ（あるいは、長ネギ）の腐ったのだ」。